# Gernot Trauner
Gernot Trauner (* 25. März 1992 in Linz) ist ein österreichischer Fußballspieler auf der Position eines Innenverteidigers. Seit Sommer 2021 steht er bei Feyenoord Rotterdam unter Vertrag.

## Karriere

### Verein
Trauner begann seine Karriere beim SV Kematen am Innbach in Oberösterreich. 1997 begann er zum Fußballspielen und blieb bis 2006 in den diversen Jugendmannschaften des Vereins. Danach wechselte er in die Fußballakademie Linz. Dort durchlief er von der U15 bis zur U19 alle Mannschaften. Höhepunkt seiner FAL-Karriere war der Gewinn der Meisterschaft mit der U17 in der Saison 2008/09.
Nach einer guten Hinrunde der U19 der Akademie Linz wurde er im Februar 2010 von LASK verpflichtet. Trauner kam anfangs bei den LASK Juniors in der oberösterreichischen Landesliga zum Einsatz. Sein erstes Spiel im Dress der Schwarz-Weißen hatte er im Rückrundenauftakt gegen den SV Gmunden am 21. März 2010. Beim 6:1-Erfolg gelang ihm ein Tor. Mitspieler bei seinem Debüt waren unter anderem Lukas Kragl, Thomas Höltschl oder Ali Hamdemir. In seiner ersten Saison kam er auf weitere zehn Einsätze und erzielte drei weitere Tore (gegen SV Sierning, SV Bad Schallerbach und Union Vöcklamarkt). Die Juniors stiegen mit Platz zwei am Ende der Saison in die Regionalliga Mitte auf.
In der Saison 2010/11 wurde Trauner in die erste Mannschaft der Linzer geholt. Sein Debüt in der Bundesliga gab er am 31. Juli 2010 im Oberösterreich-Derby gegen die SV Ried, als er in der 78. Minute für René Aufhauser eingewechselt wurde. Das Spiel in der Keine Sorgen Arena wurde 0:1 verloren.
Im Sommer 2012 wechselte er zum Bundesligisten SV Ried und gab sein Debüt bei einer 0:1-Heimniederlage gegen den SK Sturm Graz am 1. September 2012. In den Jahren 2013 und 2014 wurde er von Verletzungen zurückgeworfen, konnte sich danach aber nach und nach als Stammspieler der Rieder etablieren.
Sein erstes Bundesligator erzielte Gernot Trauner am 7. März 2015 im Spiel gegen den SV Grödig (2:1). Im Mai 2015 wurde sein Vertrag um zwei Jahre bis Sommer 2017 verlängert.
Nach dem Abstieg der Rieder in die zweite Liga kehrte er zur Saison 2017/18 zum Bundesligisten LASK zurück. Sein Vertrag lief bis 2023. In vier Jahren beim LASK kam er zu insgesamt 158 Pflichtspieleinsätzen, ab der Saison 2018/19 war er zudem Kapitän der Oberösterreicher.
Im Juli 2021 wechselte Trauner in die Niederlande zu Feyenoord Rotterdam, wo er einen bis Juni 2025 laufenden Vertrag erhielt. Dieser Vertrag wurde im März 2023 vorzeitig um ein weiteres Jahr bis Sommer 2026 verlängert. Mit Feyenoord gewann Trauner in der Saison 2022/23 die niederländische Meisterschaft. In der darauffolgenden Saison 2023/24 gewann Feyenoord den niederländischen Pokal (KNVB). Im Pokalfinale gegen NEC Nijmegen wurde Trauner beim schlussendlich finalen Stand von 1:0 in der 76. Minute eingewechselt.

### Nationalmannschaft
Trauner wurde das erste Mal im Jahr 2008 für eine Jugendauswahl Österreichs auf Abruf einberufen. Für die österreichische U18-Auswahl spielte er danach fünf Mal. Sein Debüt gab er im Qualifikationsspiel zur U-19-Fußball-Europameisterschaft 2010 gegen die Schweiz. Er erzielte in der Qualifikation einen Treffer gegen Ungarn.
Weiters gehörte er dem Kader Österreichs für die Europameisterschaft 2010 in Frankreich an. Trauner kam in allen drei Gruppenspielen als Rechtsverteidiger zum Einsatz und erzielte bei der 2:3-Niederlage gegen England den letzten Treffer zum 2:3. Österreich wurde hinter England und Gastgeber Frankreich Gruppendritter und qualifizierte sich somit für die Junioren-Fußballweltmeisterschaft 2011 in Kolumbien.
Am 14. November 2011 feierte Trauner unter Werner Gregoritsch sein Debüt in der U21-Nationalmannschaft. In dieser Altersklasse kam er danach aber insgesamt nur zu drei Einsätzen, das letzte Mal am 5. März 2014 in der Qualifikation zur U21-EM 2015 bei einer 1:3-Niederlage gegen Albanien.
Im Oktober 2018 wurde er erstmals in den Kader der A-Nationalmannschaft berufen. Im selben Monat debütierte er für diese, als er in einem Testspiel gegen Dänemark in der 78. Minute für Louis Schaub eingewechselt wurde. Im Mai 2024 wurde er in den vorläufigen Kader Österreichs für die EM 2024 berufen und schaffte es schlussendlich auch in den endgültigen Kader. Bei dieser erzielte er beim 3:1-Sieg gegen Polen mit dem 1:0 das erste Tor seiner Mannschaft in diesem Turnier.

## Erfolge
- Niederländischer Meister: 2023
- Niederländischer Pokalsieger: 2024